# Historia de San Juan de Jarpa
Historia del Distrito de San Juan de Jarpa, en la Provincia de Chupaca, ubicada en el Departamento de Junín, perteneciente a la Región Junín, Perú.

## Época Wanka
La historia de Jarpa pertenece a una unidad más amplia: la del pueblo Wanka.
Hace 15 milenios aproximadamente, recorrían estas tierras, sociedades de cazadores, recolectores y pescadores; habitaron las cuevas. Estos hombres en el proceso de su historia domesticaron camélidos en las zonas altas y plantas en los valles y quebradas. Habitaron las riberas de los ríos, alrededor de los manantiales y construyeron pequeñas aldeas donde practicaron la horticultura.
Estas conformaciones socio económicas del valle del Mantaro, hace 3 milenios, incentivaron la agricultura y fueron visitados por otros pueblos como los Chavines, los Nazca y los Tiahuanaco.
El Valle del Mantaro fue el asiento principal del Reino Wanka, cuyo origen se señala entre los años 1000 y 1200 (Espinoza, 1960: 10). El territorio incluía además del Valle, sus zonas intermedias y altas de pastos naturales e inclusive la parte de la Selva cercana.
Los Wankas pobladores antiguos del valle consolidaron su personalidad cultural y aseguraron el control del valle frente a los Yauyos, los Wancho, los Collique, los Asto y los Chancas.
Los Wankas para defender su valle construyeron sus ciudades en las cimas de los cerros, en posiciones estratégicas, logrando construir más de 6 mil colcas o almacenes. Su economía era óptima y sus ciudadelas eran grandes, como Tunanmalka, Ahumalka, Ashkamalka y otros.
Entre ellos desarrollaban un fluido intercambio de productos entre los diferentes pisos ecológicos. Los que estaban asentados en la parte alta, de la zona del Yacu Cuna (Río Cunas), también participaban de éstas actividades, teniendo  posibilidades por su  manejo de ganado auquénido.
En esta parte alta se desarrollaba un pueblo repartido en cuatro áreas estratégicas, con la finalidad de evitar cualquier ataque que pudieran enfrentar: Los de Ichan, Punko, Punta  y Canchannio. Desarrollaron  el manejo de ganado auquénido y habían aprendido a rotar y racionalizar los pastos. Con éstas prácticas llegaron a conformar asentamientos en las zonas de Watulío (Puquio), Carcapirhua, Yanaurco, Shuktun (Shicuy), Patacancha (Misquipata) y Coto Coto (Chala), Estos asentamientos prosperaron por los recursos de pastos, agua, seguridad, y por el crecimiento de su población.
Desde Ichan se puede divisar el Valle Yacu Cuna (bastante agua, de bastantes riachuelos),  posteriormente se le denominaría Río Cunas. Estas cuatro primeras poblaciones se dividieron la utilización de los pastos, los de Punko hacia la quebrada, los de Punta hasta lo que actualmente es Jarpa, los de Ichan hacia el cerro y al lado de Qatuncruz,  Palio, Parte alta de Chucupata y Bellavista y los de Canchannio la parte baja de Chucupata, Bellavista y parte de Ranra.
Por el crecimiento poblacional y para la mejor racionalización de los recursos se crearon  asentamientos en las zonas donde se daban condiciones de agua y pastos, como Watulío, quienes abarcaron hasta Suytu, Qaku; para la explotación de los pastos detrás de la Punta alta (Shicuy) se envió un grupo mayor Shuktun y en la parte de Misquipata, otro grupo (Patacancha), que en el tiempo de la llegada de los españoles sirvió de refugio de las personas mayores Auqui, y denominado Auqui Malka.
En Ichan, Punko, Punta, Canchannio, Coto Coto, Cuncannio y Shuktun actualmente se encuentran restos arquitectónicos, con viviendas, donde aún se hallan restos de granos y otros alimentos, confirmando el  intercambio con los de la zona baja. Estas viviendas  tienen formas circulares, construida con rocas labradas, están  unidas con mezclas de cal, arcilla y paja, logrando uniformidad. Tienen un diámetro que fluctúa entre 2.5m. a 3m, Algunas viviendas están construidas sobre terrazas pre construidas de piedra molida (falsos pisos) que les dieron espacio y consistencia a sus construcciones y rodeadas por murallas hecha de rocas, así mismo muestran corredores internos.
En los restos arquitectónicos se encontraron abundante cerámica Wanka donde predomina el color rojo y el blanco con bordes negros, y piedras para moler. También se encuentran cerámicas y tejidos de las culturas Nazca, Tiahuanacu, Chavin, Wari e Inca. Algunos pobladores mencionan que restos semejantes se encontraron en Patacancha, pero en menor cantidad, porque en el tiempo de la Colonia fue destruido y utilizado en la construcción de la Capilla, y lo que quedaba en la zona más alta, fue destruido por desconocimiento de algunas autoridades, curiosos, huaqueros y pobladores.
Gutiérrez afirma que, la existencia ocupacional pertenece al intermedio tardío horizonte Inca y tardío Inca (Gutiérrez Santayana, María UNCP 1995), remontándose la presencia del hombre del Alto Cunas a la época pre-incaica; siendo poblaciones que pertenecieron al reino de los Wankas.
Espinoza Soriano en el mapa etno político del reino Wanka señala  “…Fueron pueblos pre-incas que poblaron en las alturas del Sur-Oeste del Valle del Jatun Mayo”.

## Época de la invasión Qusqueña
El imperio de los Incas como síntesis de varias culturas emprende la conquista conocida con el nombre de “Gran Expansión Militarista“ entre los años 1200 a 1532.

...esa era la situación del Tahuantinsuyo, un imperio integrado por innumerables reinos y principados antagónicos e irreconciliables cuyo odio los mantenían ocultos por temor al Cusco.

Los Wankas fueron conquistados en 1460 por Tupac Inca Yupanqui integrando al reino a la formación social inca, imponiendo el sistema estatal de la organización del excedente del trabajo de las aldeas y la administración de los recursos productivos. La clase gobernante Wanka fue mantenida, integrada y subordinada a su aparato político estatal, pero sin capacidad de desarrollarse independientemente. Se divide el territorio en tres secciones transversales, Hatun Xausa, Hurin Wanka y Hanan Wanka, cada sección  era gobernada por un curaca.

…Según la crónica de Cieza de León, el Inca Cápac Yupanqui dividió a los Wankas en tres parcialidades, la de Jauja al mando del Señor Cucixaca, la de Warivilca al mando del Señor de Huacaropa, y la Laxapanga al mando del Señor Alaya.

Los qosqueños le quitaron el rango de Reino y la convirtieron en provincia de Tahuantinsuyo.
Por esos tiempos, complementaria a la Agricultura y crianza de auquénidos de los Wankas, se impulsa (por parte de los Qosqueños) la explotación de recursos minerales. Entre ellos oro, plata y  sal (Cachi) donde se utilizaban mitmas. Según Carlos Chaúd Gutiérrez en Cachi, existen más de 400 fogones y en cada uno se encuentran miles de fragmentos de cerámica gruesa de tipo Wanka, pero junto a éstos se encuentra cerámica inca. La mano de obra era Wanka y los que controlaban era gente del Inca. La sal la preparaban en forma de pan para comerciar con la costa y selva por el ají y la coca. Esta actividad significaba la utilización masiva de mano de obra de los pueblos aledaños tanto por el método de obtención de la sal, que les obligaba a un consumo de combustible (ichu) y por la gran demanda de construcción de recipientes de arcilla.
Los incas para obtener la mano de obra, para dichas explotaciones, obligaban a los Wankas a concentrarse en poblados de más fácil acceso,  y principalmente en las partes más bajas de los valles. Se obliga a las familias más jóvenes de los pueblos de Ichan, Punko, Punta y los que quedaban de los Canchannio a bajar a la parte baja, a la quebrada, posteriormente también obligaron a los de Shuktun.
Es entonces donde se conforma el pueblo de Uco Marka, (pueblo de abajo), Marka significa Pueblo en quechua del Qosqo. Es desde ese tiempo que a las poblaciones se le añade la terminación Marka (Ichan Marka, Punko Marka, Punta Marka, Shuktun Marka y Auqui Marka), anteriormente no la tenían, porque en todos ellos conformaban un solo pueblo y en Wanka se le denominaba Malka.  En ese entonces, éste pueblo perteneció a la parcialidad de Hanan Wanka, cuyo caudillo fue el señor de “Alaya,” y las familias que estaban bajo su jurisdicción fueron accediendo a dicho denominación, actualmente en la zona de Jarpa existen apellidos como los Ninalaya (como la candela); Huaynalaya (proviene de huayna - amante), Pomalaya (feroz como el puma), Cangalaya (De piel rojiza,  colorado ), Quispealaya, Socualaya, etc.
Horno Wata, corresponde a un cementerio de los soldados qosqueños, y en los "hornos" eran enterrados los de mayor jerarquía.

## Época de la conquista española
Como consecuencia de la conquista de los españoles al imperio Inca, se efectuó un cambio en la vida política, económica, social, cultural y jurídica de todo el valle del Hatun Mayu (Río Mantaro).
Cuando los españoles llegaron al Perú, los Wankas contribuyeron en su asentamiento, hicieron esto porque el imperio incaico fue un régimen imperialista, que había sometido al pueblo Wanka bajo formas de servidumbre y castigo.
Los Wankas a la llegada de los españoles fue dividida en tres sayas y los que habían quedado y sobrevivido a la acción destructora de los incas fueron trasladados al Valle del Mantaro. Las ocupaciones  que aún persistían en algunas partes altas fueron obligadas a trasladarse a los pueblos, de tal modo que pudieran pagar tributos.

…originaron la dispersión de los indios del ayllu Alaya de Hanan Wanka, la persecución de los españoles para someterlos al trabajo forzado de la mina de Huancavelica y el trabajo esclavizado de las encomiendas ( y a los talleres de obrajes) al mando de españoles latifundistas de la región, con las expediciones que ordenó el virrey don Francisco Toledo, por medio de sus comisionados y visitadores, para construir nuevos pueblos debidamente urbanizados en lugares más próximos de los caminos reales o lugares importantes para que sean fáciles de catequizar en la doctrina cristiana. Bajo el amparo de esta ordenanza, los indios del  repartimiento de Hanan Wanka, abandonaron sus antiguas moradas para que conjuntamente con los españoles constituyeran nuevos pueblos como Sicaya, Chupaca y Chongos

La lucha de los españoles para destruir al Estado Inca proporcionó a la clase gobernante Wanka la primera oportunidad para liberarse de los qosqueños, que limitaban su expansión económica. Esta alianza permitió a los caciques principales y a sus parientes obtener alrededor de un siglo casi toda la tierra y pastos naturales que no estaba en posesión de los ayllus,  estas ventajas lo conservaron con alianzas y brindando extensiones de tierras principalmente a la iglesia y a españoles importantes, teniendo éstos caciques un trato especial.
La dominación española entonces no alteró el poder y la organización de los Apus o caciques Wankas que los incas también habían robustecido, e incluso la conservaron por medio de ordenanzas del Virrey Toledo y leyes del Consejo de Indias, pero los que tuvieron consecuencias en las relaciones fueron la gente del pueblo.

Fue el Virrey Toledo que tomó disposiciones, pensó en que una concentración de masas indígenas en pueblos que facilitarían su estructura política, su enseñanza religiosa, los repartimientos de los corregidores, la recaudación de los tributos, la abundancia de la mano de obra, ante este hecho los indios opusieron tenaz resistencia a su traslado masivo.

Amparados en estas leyes para 1525 Macho Apu Alaya que había sucedido en el cargo a su padre Sinchi Canga Alaya, tuvieron su dominio sobre el inmenso territorio de los Hanan Wanka; sin embargo va originándose una política de agrupamiento de los pueblos indígenas que va formándose como derecho y reclamo desde 1549.

Carlos Apu Alaya, cacique principal del Hanan Wanka ha gozado las preeminencias correspondientes hasta el siglo XVII, para poder solicitar grandes composiciones de tierras de cultivo y pastos naturales de las punas, conservando la sección hecha por los incas, en estado de propiedad mayorazgal, previo pago de tributos reales. Cimentada la colonia, se  reconoce la propiedad privada e individual, sin comprometer ni vincularse con la propiedad comunal

Las reducciones toledanas no sólo dieron origen a los pueblos, sino que significaron la pérdida de la vigencia del ayllu como núcleo de la organización social y su  sustitución por la comunidad campesina que terminó por consolidarse en el siglo XVII.
Definida la conquista se inició la reorganización del Valle, dentro del marco de una economía mercantil minera y la división de la Colonia en Corregimiento.
En la zona central el colonialismo se basó en la movilización de la mano de obra indígena, la operación de sustracción de excedentes a la población wanka constituía la base de la formación del mercado, en tanto favorecía la división social del trabajo y su especialización obligando a que los salarios de la población indígena se destinará a la compra de lo que no producían directamente.
La dominación colonial procuró la formación de mercados reducidos, segmentados y discontinuos afirmando el fraccionamiento de la sociedad en múltiples usos y costumbres. La ideología política española fundada en la tradición católica medieval partía de la premisa que la forma de organizar la sociedad era sobre la base de constituir claras jerarquías sociales, estas jerarquías se justificaban por la necesidad de que diferencias estamentos sociales cumplieran funciones especializadas, a fin de que el conjunto se desenvolviera con normalidad.
Este proceso fue conflictivo, muchos indígenas escapaban y huían a lugares altos y alejados, frente a esto entre 1558 a 1572 se crean las reducciones. Las reducción o pueblo de indígenas  o común de indios, (Espinoza 1969: 16) era una institución económica y se imponía al estilo español, el espacio tenía una forma cuadrangular, con un espacio urbano y otro rural. El urbano básicamente conformado por la plaza y el rural contenía los ranchos de los indios, las tierras de las familias y las tierras comunales que servían para pagar tributos. En el centro se iniciaron reducciones y obrajes como los de Chongos, Sapallanga, luego Huaripampa, Monobamba, Uchubamba, Andamayo, Matahuasi, Apata, Sincos, Orcotuna, Comas, Santo Domingo de Sicaya, San Juan de Chupaca, Huancallo, Cochangará, Vitoc y Paucarbamba ( Cordova 1957: 17)
Chupaca se fundó como “pueblo de indios”, fue uno de los pueblos que creció en el valle después de Xauxa,  hasta el siglo XIX Fue fundado donde estuvo asentado el ayllu de los Chupakos, en la parte alta del cerro conocido como Willka Urko. (Nieto del Cerro). Y por segunda vez se funda por el visitador real Jerónimo de Silva en 1571. Por sus condiciones para la agricultura y ganadería motivó el traslado de su centro de repartimiento de Sicaya. (Carhuallanqui 1987: 18)

Los huancas ...constituían a principios del siglo XVI  una tribu independiente y belicosa, a la que el inca Pachacutec logró, después de fatigosa campaña, someter a su imperio, aunque reconociendo por cacique  a Oto Apu-Alaya y declarándole el derecho de transmitir título y mando a sus descendientes.

Prisionero Atahualpa, envió Pizarro  fuerzas al riñón del país; y el cacique de Huancayo fue de los primeros en reconocer el nuevo orden de gobierno, a trueque de que respetasen sus antiguos privilegios. Pizarro, que a pesar de los pesares fue sagaz político, apreció la conveniencia del pacto; y para más halagar al cacique e inspirarle mayor confianza, se unió a él por un vínculo sagrado, llevando a la pila bautismal, en calidad de padrino, a Catalina Apu-Alaya, heredera del título y dominio. 

Catalina Huanca, fue mujer de gran devoción y caridad.

En la real caja de censos de Lima estableció una fundación, cuyo producto debía emplearse en pagar parte de la contribución correspondiente a los indígenas de San Jerónimo, Mito, Orcotuna, Concepción, Cincos, Chupaca y Sicaya, pueblecitos inmediatos a la capital del cacicazgo. Doña catalina al regresar a Lima lo hacía en una litera de plata y escoltada por trescientos indios. Los naturales la trataban con las consideraciones debidas a una reina o dama de mucho cascabel, y aun los españoles la tributaban respetuoso homenaje. Traía a Lima ( ¡y no es chirigota!) cincuenta acémilas cargadas de oro y plata...

En la época de la colonia los ayllus entran en un proceso adoctrinamiento religioso. Los ayllus que pagan tributos, y tienen pequeñas extensiones, sin embargo se van dando sublevaciones y enfrentamientos. Como producto de todo ese tiempo se llegó a:
- Desarraigo de los wankas de los lugares de orígenes, los españoles adoctrinan mencionando que los que habían poblado los lugares altos eran los “gentiles-malvados, dañinos y desobedientes a Dios.”
- Rompimiento de los lazos de parentesco e identidad étnica.
- Resquebrajamiento de las relaciones de intercambio y reciprocidad.
- Surgimiento de criollos, mestizos y otras castas por la unión de las diferentes razas.

La que  desarrollar explotación  de pastos y ganados es la Iglesia, con el concepto de tierra para los santos. En el lugar denominado Washan Uclo la Iglesia empezó a explotar los pastos para ganadería para San Juan Bautista, Prefiriendo para sus pastores a los indígenas, por su capacidad para vivir en las condiciones de la zona alta. Con el crecimiento de su producción y del crecimiento de la población de los pastores  se encomendó a la zona al Fraile Gerónimo Chagres Jarpa. Los frailes se establecieron la primera capilla (Misquipata) y sus pastos llegaban principalmente a las pampas de Chala, Misquipata, Bellavista y parte de la quebrada. Al estar alejados el grupo de gente empezaron a tener trabajos de ayudas mutua como comunidad y se denominaron nuevamente Ucu Malka, como un acercamiento a su historia,  sin embargo cuando  llegaban a los pueblos de Chupaca o Sicaya, los soldados españoles y los curas, cuando se referían a ellos les denominaban "los pastores del Padre Jarpa"  o la "gente de Jarpa", sobreponiéndose de este modo sobre el nombre de Uco Malka.

## Época de la República
En el proceso de independencia los criollos van teniendo importancia, los españoles van perdiendo poder, la iglesia va dejando tierras se da un proceso de desgobierno, mayor cantidad de gente de Chupaca, Orcotuna, Sincos va utilizando los pastos y se va asentando en los alrededores de la zona.
En el año de 1834 Jarpa aparece en la obra titulada “Guía de Forasteros” que contiene el decreto del 13 de septiembre de 1825, dado por el consejo de Gobierno de Don Hipólito Unanue y refrendado por José de la Riva Agüero y en una parte del contenido dice:

El Departamento de Huánuco tendrá en adelante el nombre de Junín, su capital continuará llevando su misma denominación, conforme al decreto del soberano congreso del 4 de noviembre de 1823

En el mismo decreto aparecen las provincias que conforman el Departamento de Junín y sus distritos. En la provincia de Jauja aparecen los distritos de Concepción, Mito, Huaripampa y Chupaca. A Chupaca se le menciona que comprende a los pueblos de Ahuac, Colca, Chongos Bajo, Chongos Alto, Huasicancha, Pilcomayo y Jarpa.
En la zona existían dos grupos definidos y en algunas veces en disputa que iban utilizando la tierra, los conformados por los que habían llegado como pastores de la ganadería de la Iglesia con  los que se incrementaron en los tiempos del desgobierno (de Chupaca y Ahuac, principalmente) que ya vivían como comunidades. Y las familias que explotaban los pastos por licencias que otorgaba la autoridad de Chupaca, Sicaya, Mito u Orcotuna por ser considerado las tierras de San Juan dentro de sus dominios.
El 1º de diciembre de 1874 siendo vicepresidente de la República Don Manuel Costas y Francisco Muñoz, presidente del Senado, se crea en la provincia de Huancayo el distrito de San Juan, comprendiendo los anexos de Jarpa, Quero, Yanacancha, Potasa y los caseríos de Sulcán, Cachi, Chaquicocha, Huarmita, y las haciendas de Canipaco, Laive, Ingahuasi, Qatunhuasi y Colpa.

El Congreso de la República Peruana, considerando : Que al Congreso corresponde hacer la división y demarcación territorial de la República; ha dado la ley siguiente:

Artículo Primero: Créase en la Provincia de Huancayo, un nuevo Distrito que se denominará “San Juan”, formado por los pueblos de Jarpa, Quero, Yanacancha y Potaca y de los caseríos de Sulcán, Cachi, Chaquicocha y Huarmitá. Las Haciendas de Canipaco, Laive, Ingahuasi, Jatunhuasi y Colpa, quedan comprendidas en el nuevo Distrito.

Artículo segundo: Sus límites son las cumbres de Achía  y demás alturas de la cadena Occidental del Valle y los confines actuales de la Provincia de Yauyos. Comuníquese al Poder Ejecutivo, para que disponga lo necesario a su cumplimiento. Dado en la Sala de Sesiones del Congreso, en Lima, a 27 de noviembre de 1874. Francisco D.P. Muñoz, Presidente del Senado. R. Revairo , Vicepresidente de la Cámara de Diputados . Pedro A. Del Solar, Secretario del Senado, Emilio A. Del Solar, Secretario de la Cámara de diputados. 

Por tanto. Mando se imprima, publique, circule y se le dé el debido cumplimiento. Dado en la Casa de gobierno, en Lima a primero de diciembre de 1874. Manuel Costas. Ricardo V. Espinoza

Sin embargo el 11 de diciembre de ese año las autoridades de los pueblos de Chupaca, Sicaya, Mito y Orcotuna presentan su reclamo:

Matías Castilla, síndico del distrito de Chupaca, Ildefonso Miranda del de Sicaya, de la provincia de Huancayo, Juan de dios Gutiérrez del Distrito de Orcotuna y Manuel Lozano del de Mito de la Provincia de Jauja, en el departamento de Junín por nosotros y a nombre de las comunidades que somos personales legales ante V.E. con el más profundo respeto nos presentamos y decimos: que por los periódicos nos hemos instruido de que el Soberano Congreso ha sancionado una ley creando un nuevo Distrito denominado “San Juan” en la provincia de Huancayo, compuesto de varias haciendas, rancherías y canchas de pastos, a las que se le ha dado el nombre de pueblos, separándolas de los distritos a las que pertenecen. Parece increíble, Exmo. Señor . que la proposición que ha tomado ya la importancia de una ley hubiese sido admitido y sancionada sin los previos informes del Poder Ejecutivo y de las autoridades locales de las Provincias de Jauja y Huancayo y lo que es más contra la legal oposición de los Honorables Diputados de Huancayo

Si esto sucede en Jarpa a cuyo lugar se quiere dar el importante carácter de capital de distrito ¿Qué diremos excelentísimos Señor de las demás miserables rancherías de Quero, Huarmitá, Yanacancha etc., que son de menos importancia y cuyos habitantes se ocupan exclusivamente en cuidar los ganados de las comunidades a quienes representamos?

Frente a éstos trámites se da la resolución Nro. 134 del 22 de diciembre de 1874:

Visto el presente recurso de los Síndicos de las comunidades de Chupaca, Sicaya, Mito y Orcotuna, en que solicitan que el Gobierno observe la ley que creó el nuevo Distrito de San Juan en la Provincia de Huancayo; y teniendo en consideración que el mencionado recurso ha sido presentado al Gobierno, el día 11 del mes actual, cuando ya se había puesto el “cúmplase” a la referida ley el 1º del mismo y que la creación del nuevo Distrito en nada menoscaba ni contraria el derecho de propiedad de las comunidades a los terrenos de su pertenencia que se hallan comprendidos en dicho Distrito: DECLARASE, sin lugar la expresada solicitud de los Síndicos ocurrentes, quienes podrán hacer uso de su derecho donde vieren convenirles. Comuníquese y regístrese.
Espinoza Alva

Si bien esta resolución afirmaba la creación del distrito, no le daba la propiedad de los terrenos a sus pobladores, sino que reconocía la pertenencia de las comunidades a quien representaban sus Síndicos. Dichas comunidades continúan dando licencias para el uso de pastos. Esto produce enfrentamientos, abusos, ataques, robos y crímenes en la zona. Se recuerda las actitudes valientes y sacrificadas de los pobladores encabezados por su Síndico Eulogio Ordoñez y sus acompañantes Andrés Huaynalaya, Vicente Ninalaya y Feliciano Samaniego.
Frente a las innumerables quejas, problemas y petitorios de las dos partes el Gobierno da una nueva resolución, Nro. 487 del 12 de agosto de 1878, donde el Gobierno se declara no competente para conocer este asunto y que los interesados pueden hacer uso de sus derechos ante el Poder Judicial y pasa el expediente al Prefecto de Junín para que le dé la dirección conveniente.
En 1879 se declara la guerra con Chile y el tema pasa a un segundo lugar. En el conflicto con Chile, San Juan participó activamente en defensa del suelo patrio.
Ocupado Huancayo por las tropas invasoras, luego de la caída de Lima, el Chileno Estanislao del campo, comenzó a agobiar a los poblados con cupos abusivos, que pronto generaron la repulsa, viril rechazo, y formación de guerrillas de Cáceres. Esta situación explotó con la petición de comando chileno de un contingente de doncellas para la crápula soldadesca, “ si es que quería ser perdonado”.
El alcalde de Chupaca, Sebastián Olivares, dispuso la defensa del pueblo, para lo cual organizó un ejército con la participación de voluntarios de los diferentes pueblos y los hombres de Chupaca.
Para hacer frente al ejército profesional del invasor, armado con armamento inglés moderno de esos tiempos como sables, fusiles y cañones, los campesinos, se armaron con rejones, palos, picos, cuchillos, hondas y algunos fusiles viejos, siendo los honderos los que más dañó infligieron. Los campesinos se batieron heroicamente, y de los 800 aproximadamente  400 de ellos ofrendaron su vida, y 120 soldados chilenos fueron batidos, y se incendió el pueblo.
El conflicto no terminó, los guerrilleros continuaron y siguieron realizando acciones y preparándose con Taita Cáceres, hasta lograr el objetivo de derrotar y arrojar al invasor de nuestra tierra.

A la Comandancia de los guerrilleros.-  “San Juan de Jarpa.- R-P. Marzo 26 de 1883.- al sor. Teniente Gobernador de Potaca.- Tengo el honor de dirigir la presente nota a V. hay le remito una mujer ladrona famosa i mancebada, para que lo tienes en el detención por un año por haber un cárcel de seguridad en éste distrito, i le remito todo sus auxilios que se cuide bajo su responsabilidad i me acusará recibo, i no digo más su atento S.S.
Marcelino Reyes

Primer Jefe y Gobierno de Jarpa “Aguac Mayo 17 de 1885.-Al Teniente gobernador de Jarpa D. Cipriano Samaniego.- Tan luego de recibir esta remítame V. al soldado Matías Fernández, con las fuerzas, caso de su incumplimiento le hare a V responsable por el desertor Fernández, ante el Sor.  Prefecto es cuanto le comunico. Dios Gue. a V. Camargo “.
1.er Jefe de las Guerrillas i del Escuadrón.- R.P. Jarpa, Noviembre 21 de 1885.- Al teniente gobernador don Cipriano Samaniego i el Capitán del Escuadrón Don Miguel Pariona  i M. Huaynalaya.- En el acto de recibir la presente, notificará V. a todos los guerrilleros de su mando para constituir al distrito de Chupaca con el objeto de recibir armas que nos protege el Coronel Don Pedro Aliaga. Pues tendremos que permanecer en aquel distrito algunos días, organizando la marcha de guerrillas, esto es recibiendo primero los rifles que nos protege. La movilización será mañana domingo veintidós del actual bien temprano,  la reunión será a las tres de la tarde casa del señor Coronel Aliaga,.- Dios Gue. A W. Estanislao Camargo”

Comandancia de las Guerrillas Quero-Sulcan i Chala.- Al señor gobernador del distrito de Jarpa.- D.N. Estanislao Camargo, hay le mando un guía con una bestia hasta ese pueblo, con este propio que viene de Yauyos, este pobre propio está enfermo i sin embargo déle V. remedio i guía a este pobre hombre hasta Yanacancha. Sullcán Nbre. 26 de 1885- Dios Gue. A V. Inocente Pérez.

1.er Jefe de las guerrillas de.- Aguac. Nov. 27 de 1889.- Al señor gobernador del Distrito de San Juan de Jarpa. D. Estanislao  Camargo.- es tan luego que recibes la papeleta, sin ilación alguna i sin la menor tardanza mandara V. cinco o seis espías a las alturas de Paccha de Jauja, que los enemigos dicen: Que piensan venir p. las alturas p. que el camino que dirige de Paccha a Yanacocha i Jarpa. Cuyo cumplimiento lo verificará V. por orden del señor comandante General D. Bartolomé Guerra quien me ha  ordenado en su oficio, con esta misma fecha, para pasarle nota oficial donde V, por lo mismo mando volando al propio. Espera el que suscribe su puntual cumplimiento y su digna contestación.- Dios guarde a Ud.- Pablo Lazo.
Los pobladores cuentan que el Mariscal Cáceres con el objetivo de reorganizar y reforzar su ejército se acantonó en Jarpa, hecho que se encuentra en las memorias del Mariscal en la Biblioteca Nacional.

…ha permanecido por el lapso de ocho días, ocupando como Cuartel General la cueva denominada Ayahuasi (casa de muertos) en su paso hacia Lima, con el objeto de reorganizar i reforzar su ejército en defensa de nuestro Perú

Los pueblos de Jarpa en el tiempo de la guerra con Chile fue incrementado por pobladores de Chupaca, Ahuac, que se alojaban en la zona.
El 6 de noviembre de 1891, pasado ya el conflicto y por la influencia que había logrado Chupaca y Sicaya se insiste en el tema de la anulación de la creación del distrito. Siendo presidente Remigio Morales Bermúdez se deroga la ley de creación del distrito, aduciendo que las causas que motivaron la creación habían desaparecido, y los pueblos que la conformaban vuelven a su estado anterior.:

El Presidente Constitucional de la República. Por cuanto: El congreso ha dado la ley siguiente: El Congreso de la República Peruana. Considerando: que han desaparecido las causas que motivaron la creación del Distrito de San Juan de la Provincia de Huancayo;

Ha dado la ley siguiente:

Art. 1º: Derógase la ley de primero de diciembre de 1874, que crea el Distrito de San Juan de la Provincia de Huancayo.

Art. 2º: Los pueblos, caseríos, y haciendas comprendidos en esa demarcación volverán a las condiciones que tenían antes de la promulgación de la ley citada en el artículo anterior. 

Comuníquese al Poder Ejecutivo para que disponga lo necesario a su cumplimiento. Dada en la Sala de Sesiones del Congreso de Lima a 25 de octubre de 1891. F. Rosas Presidente del senado. M.N. Valcarcel, presidente de la Cámara de diputados. F. Quevedo Pro secretario del senado. Daniel Ureta, Diputado secretario. 

El excelentísimo Señor Presidente de la República.

Por tanto: Mando que se imprima, publique, circule y se le dé el debido cumplimiento. Dado en la Casa de Gobierno, en Lima, a los seis días del mes de noviembre de 1891. Remigio Morales Bermúdez…

Luego de darse la derogatoria aparecieron intereses más privados que comunales de los que se creían aún con derecho a la herencia de caciques, de representación de Chupaca o Sicaya. Intereses que intentaban expropiarse de grandes extensiones de tierras comunales, aduciendo propiedades privadas dentro del territorio comunal, como el caso de “la hacienda Apahuay” y otros que se asentaron y expropiaron  las tierras, en los extremos de abuso se cuenta tenemos el caso de Córdova. Esto trajo enfrentamientos del pueblo por la defensa de sus derechos, costando incluso la vida de pobladores y muchas acciones judiciales.
La madre de Estanislao Camargo: quien había perdido la confianza del pueblo por salir a favor de la familia de Córdova, compra la imagen de San Juan y lo regala al pueblo, organiza las primeras festividades en honor al Santo.
Continuamente las autoridades fueron haciendo llegar sus exigencias de carretera, educación y por volver a ser distrito, exigencias que no tenían mayor acogida. Al finalizar los años veinte e inicio de los treinta, en nuestro País, las oligarquía se va debilitando y se van dando grandes movilizaciones, agrupaciones y corrientes indigenistas, aparecen nuevos partidos como el APRA y el PCP, que tenían entre sus planteamiento reivindicar al indígena y con ellos surge un sector de sus juventudes provincianas que tenían más contacto con las realidades de la capital, quienes ayudan a canalizar las demandas de los pueblos.
Esta coyuntura potencia las capacidades de gestión y negociación de los líderes y representantes comunales para hacer nuevamente efectivas sus luchas por su autonomía, derecho a la educación, derecho a la tierra, reconocimiento legal y otros más. En Chupaca por los problemas existentes y manteniendo que las tierras eran de ellos y que los que la habitaban no tenían nada que reclamar les denominan despectivamente ”Qalla” o “Qallato”. (Pobre, pelado, sin nada).
El 20 de junio de 1933 se da el reconocimiento oficial de la Comunidad de Jarpa con el Nº de expediente 1559,  de Shicuy con exp. 1486 (20.10.32), Yanacancha 861 (13.7.28), Bellavista, 1572(4.12.33), Misquipata 1573 (4.12.33), Achipampa 1808(28.10.35), Cachi 1800 (12.6.35) adquiriendo de esta manera y definitivamente la propiedad de sus tierras.
El 16 de octubre de 1933 se da la ley 7860 que crea dentro de la provincia de Huancayo el distrito de Jarpa, que componía los caseríos y pueblos que están situados en la zona hidrográfica del río de Jarpa.

El Presidente de la República. Por cuanto: 

El congreso constituyente ha dado la ley siguiente:

“Art. 1. Créase en la provincia de Huancayo el distrito de Jarpa, que se compondrá de los caseríos y pueblos que están situados en la zona hidrográfica del río Jarpa:

Art. 2. La capital del nuevo distrito de Jarpa será el pueblo de Jarpa.

Art. 3.  Los límites del nuevo distrito serán: Por el Norte, la provincia de Jauja, hasta el talweg del Río Consac; al Nor Este con el talweg del Río Consac y Chupaca hasta el punto en que se encuentra el río Mitucho; al Sur con el límite sur de los caseríos de Colpa, Potaca y Laive; al Oeste con la cordillera Occidental que separa de la provincia de Yauyos.

Comuníquese al poder ejecutivo para su promulgación. Casa del Congreso, en Lima a los 30 días del mes de setiembre de 1933.

Clemente J. Revilla Presidente del congreso. Gonzalo Salazar secretario del Congreso. Andrés A. Freire, Secretario del Congreso.

POR TANTO:

Mando se publique y Cumpla. 

Dado en la Casa de Gobierno, en Lima a los 16 días del mes de octubre de 1933.

Oscar R. Benavides

Después de un buen lapso de tiempo optó la merecida denominación de VILLA como ascenso cultural mediante la siguiente ley: Nº 13733.

El Pte. de la República POR CUANTO: El congreso ha dado la ley siguiente: 

Art. único.- Elévase a la categoría de Villa el pueblo de Jarpa, capital del distrito de su nombre, en la Provincia de Huancayo, del departamento de Junín.

Comuníquese al Poder Ejecutivo para su promulgación. Casa del Congreso a los siete días del mes de noviembre de 1961. Enrique Martinelli Tizón, Presidente del Senado. Armando de la Flor Valle, Presidente de la Cámara de Diputados. Cesareo Vidalón, Senador Secretario. Alejandro Niño de Guzmán, Diputado Secretario.

Al señor Presidente Constitucional de la República POR TANTO: Mando se publique y se cumpla. Dado en la Casa de Gobierno, en Lima, a los veintiocho días del mes de noviembre de 1961. Manuel Prado, Ricardo Elías Aparicio.

## Las Primeras Autoridades
Las primeras autoridades, principalmente las comunales, los agentes Municipales y Municipales desarrollaron innumerables trabajos de organización social, cultural y económicas que sin desconocer sus valores y cultura respondieron a los diferentes retos que tenían que enfrentar. Presidieron innumerables faenas, a fin de lograr mejores servicios que permitiera a la población un mejor nivel de vida, entre las principales obras tenemos la construcción del local de la escuela de varones, de mujeres, de diferentes anexos, la apertura de caminos, la mejora de la carretera, la apertura de canales de riego, cementerios, el local del centro cívico, el local para la municipalidad, el colegio indoamericano, el colegio 15 de Agosto, el colegio Los Andes, las granjas comunales, los puentes,  y continuas gestiones para dotarles de personal y mejor implementación.

## Fortalecimiento de las Comunidades y la Compañía de Jesús
El trabajo de promoción de la Microcuenca del Alto Cunas, desde 1977 tuvo un actor promovido por la Compañía de Jesús, con los Jesuitas José De Bernardi SJ, Mateo Garr SJ, Roberto Dolan S.J. y Ramón García SJ, Antonio Aguirre SJ y con la participación de laicos profesionales como Crisanto Casallo, Alcides Cairampoma, Benancio Macha, Vicente Nalvarte, Hilario Aquino, Pedro Pariona, Javier Trigo, Manuel Raez, Ricardo Furman, Cecilia Suiyoshi, Jesús Mara Quispe, Ena Reynoso, Benjamín Armas, Mario Castillo, Régulo Meza, Carlos Casas, Elsa Álvarez, Luis Casallo, Graciela de la Cruz, Graciela Egoavil, Manuel Ospinal, Regina Henriquez, Eleuterio Inga, Augusto Armas, Hildebrando Molina y muchas personas más. Este actor fue  Promoción y Capacitación de Adultos “PROCAD”.
PROCAD, trabajó  por un espacio de 11 años, basando su metodología en el diálogo técnico, social y de reflexión de la fe con campesinos  promotores de desarrollo y con la Comunidad como eje de desarrollo. Entre los logros de la zona en estos años se cuenta el fortalecimiento de la organización campesina, el incremento de capacidades de la dirigencia y entre lo notorio que se consiguió para la zona se cuenta la electrificación trifásica (CREC), la instalación de granjas comunales, mejoramiento genético de animales,  tiendas comunales, empresas multicomunales de comercialización AMCO, Multicomunal de ganaderos y de transformación de la lana AMGAAC y la Federación Campesina FECAZCU.

PROCAD, es una obra de Educación Popular, que está al servicio de las Comunidades Campesinas de la zona altina del río Cunas, sus acciones van encaminadas a que el campesinado sea consciente de su propia realidad, .....adquiera una mentalidad de cambio, fortalezca y recupere los valores comunitarios, se organice efectivamente con autonomía y libertad, sea el protagonista activo del desarrollo integral.

En nuestro país la violencia interna se inicia a mediados de 1980, y en agosto 1988, llega a la zona de Alto Cunas. Como consecuencia de estos años, la estructura socio económica y política fue afectada, rompiendo los esquemas y planes de la zona, produciendo la muerte de importantes líderes, de más de un ciento de comuneros en diversas condiciones y produciendo la desactivación del proceso emprendido por la comunidad. Las instalaciones de PROCAD fueron incendiadas, el Estado se retiró de la zona por un lapso de dos años, la estructura social de la zona se resquebrajó y los niveles de desconfianza creció entre familias y pueblos. La autoridad civil fue remplazada por la de los militares.
En 1990 se conforman las rondas y se empiezan a dar las condiciones iniciales para un proceso de reconciliación y pacificación. Ese mismo año el último integrante de la Compañía de Jesús, se despidió de la zona.

## Reconstrucción,  La Organización Intercomunal (CODE) y REDES
Luego de los problemas de violencia que vivió, la zona tuvo que vivir un proceso de reconstrucción, contrarrestando problemas económicos y climáticos; pero el principal fue el social. La población tuvo que enfrentar la desorganización, desestructuración, desconfianza entre pueblos y familias, el temor por las requisitorias y la corrupción, desinformación, incomprensión y marginación de la sociedad y del Estado. Los pueblos asumieron el reto de descifrar el procedimiento legal peruano a fin de demostrar la coyuntura vivida por sus comunidades. Un rol importante tuvieron las mujeres.
" El proceso de reconstrucción y desarrollo se basa en el esfuerzo de líderes y comunidad en general. La ventaja de REDES es que desde que empezó ya estuvo saliendo, por lo tanto, la preocupación por la asunción de responsabilidades por parte de las autoridades, promotores y población es intensiva. El proceso tuvo otra lectura tanto por el tiempo como por la experiencia pasada, significó fortalecer los diferentes niveles internos de tal modo que a la salida del equipo de apoyo (Redes), la organización de base haya logrado mantener, continuar y mejorar el logro de los objetivos en función a su proyecto histórico en el logro del respeto de sus derechos."
Cronológicamente se dieron los siguientes eventos:
- 1990 inician las rondas campesinas y se fortalece el trabajo de clubes de madres.
- 1991 reinicia la autoridad comunal.
- 1992 se empieza las primeras coordinaciones intercomunales y los primeros planteamientos para formar el CODE y se formaliza la relación con REDES.
- 1993 se formaliza la organización zonal como Comité de Desarrollo CODE de las Comunidades Autogestionarias Unidas de la Sierra Andina Alto Cunas. C.A.U.S.A. ALTO CUNAS.
- 1993 Reinicia las granjas comunales y se reflotan las tiendas comunales, se realiza un trabajo intensivo de recuperación de niños desnutridos, salud en mujeres, y abastecimiento de semillas, luego de dos años de sequías y trabajos internos por la pacificación.
- 1994  Trabajos por la pacificación formal externa, con el poder Judicial, CODE, Rondas, VISAH (posteriormente PASDIH), CEAS y REDES. Se crea la Caja Multicomunal Solidaridad, para brindar microcréditos a los proyectos comunales y familiares. Se consigue el apoyo de MISEREOR. Alemania.
- 1995, Se plantea el trabajo de Formación para el desarrollo. Se repotencian trabajos comunales y multicomunales, Sobre los datos de diagnósticos. Se inicia el funcionamiento de la Empresa multicomunal de Servicios y Asistencia Agropecuaria El Progreso. Se instala la parabólica de TV, se instala la radio Unión, se gestiona a PERT el afirmado de la carretera, las comunidades empiezan sus negociaciones con FONCODES y con el Ministerio de Agricultura y PRONAMACH intensifica sus trabajos, se inicia el área de trabajo con mujer Bienestar. Las autoridades Comunales (CODE) fortalecen el planteamiento para lograr una municipalidad con participación de todas las comunidades y la lista gana la elección. Se fortalece el  Centro de Salud con el grupo de Focalización.

- 1996-98. El 5 de enero Jarpa pasa a ser Distrito de la Provincia de Chupaca. Y en este año se asume el cargo de alcalde del Distrito, después de ocho años de vacío. El PERT inicia el trabajo del afirmado de la carretera Chupaca- Jarpa,  construcción de  tres puentes,  arreglo de infraestructura escolar, el baño público, e inicio del futuro local municipal. Se produce desequilibrio entre las autoridades municipales y las comunales por falta de coordinación, falta de información, principalmente económica, priorización de obras al margen de la población y se culmina cuestionando la utilización de los fondos.

- 1996. Se construye el Centro de Capacitación y Formación de Liderazgo JESUS ANDINO. Se fortalecen las empresas con locales propios e incremento de capitales y mejoramiento de tecnología.

- 1997 Se fortalece y crece el número y la expectativa por las pequeñas empresas con jóvenes, inicia el funcionamiento de la empresa multicomunal de Mujeres "Bienestar" en el procesamiento de la maca y se da importancia al trabajo por ciudadanía, democracia y gobernabilidad, se fortalecen relaciones interinstitucionales entre salud- educación - autoridades comunales e instituciones privadas. Se afianzan trabajos participativos con el objetivo de profundizar los cambios hacia el Desarrollo Integral del Alto Cunas. Se considera como principal el trabajo de «Diagnóstico y plan de desarrollo Alto Cunas 2005».

- 1998 Las elecciones municipales se realizan de manera normal, compitiendo cinco candidatos pero principalmente entre dos candidatos con propuestas y conformaciones similares. El resultado fue por un margen de 2%: Entre el Sr. Alejandro Samaniego Huaynalaya y el Sr. Nicolás Melgar Peña, Acompañados con un equipo conformado por integrantes de las diferentes comunidades, quienes presentaron en su campaña la propuesta de Concertación, Democratización de las decisiones de la Municipalidad, Participación de la población en el gobierno local, manejo trasparente de los fondos, el fortalecimiento de las organizaciones de base y del CODE, funcionamiento del Parlamento y ejecución del Plan de Desarrollo, elaborado por los pueblos de la zona.

Los Presidentes del CODE, que lideraron y fortalecieron un trabajo con visión integral y de zona fueron:
- 1993-1994  Javier Ordoñez Munive (Bellavista)
- 1995-1996  Crisanto Orellana (Jarpa)
- 1997           Ever Alvarado (Chucupata)
- 1997           Esteban Casallo (Bellavista)
- 1998-1999 Oscar Madueño (Jarpa)